# Nuit blanche (bande dessinée)
Nuit blanche est une série de bande dessinée réalisée de 1989 à 1997. Le scénario est signé Yann Le Pennetier et les dessins Olivier Neuray.
Cette saga raconte comment Sacha traverse la première moitié du XXème siècle, période de bouleversements mondiaux (révolutions, guerres civiles, guerres mondiales, etc...) : officier de l'armée du Tsar (tome 2), héros de la résistance dans les steppes de l'Oural (tome 3), perdu et désabusé dans Vladivostok, dernier bastion de résistance (désespérée ?) des réfugiés tsaristes (tome 4), agent des services français à Shanghai (tome 5), pour finir chauffeur de taxi dans Paris (tome 1).

## Résumé
Nuit Blanche évoque le destin de Sacha Kalitzine, Russe à la forte personnalité.
A travers ce personnage romantique, séduisant et ambigu, le souffle de la grande saga historique emporte le lecteur des steppes de Russie à Paris, en passant par Vladivostok et Shanghai.
C'est un récit qui se donne comme ambition de raconter la révolution Russe jusqu'à ses derniers soubresauts à Paris à la fin des années 30, à travers une épopée de personnages qui vont devenir très vite attachants (Sacha, son frère Igor, leur amante commune Nadia Pleviskaïa, la fille de celle-ci et d'Igor, etc...).
Le scénario est construit de manière à commencer l'histoire en 1937, afin de pouvoir remonter dans le passé par la suite. Il mêle et juxtapose guerre civile (Russe Blanc/Rouges), conflit familial (Sacha/Igor).

#### 

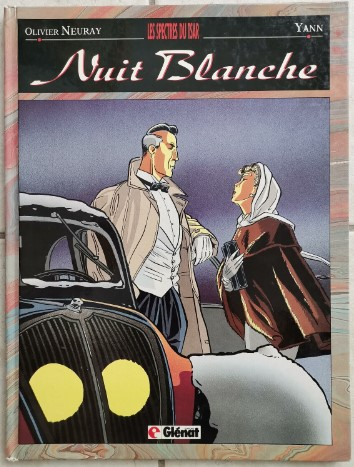
Les spectres du Tsars - Tome 1

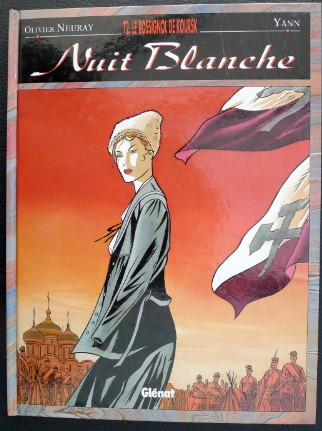
Le rossignol de Koursk - Tome 2

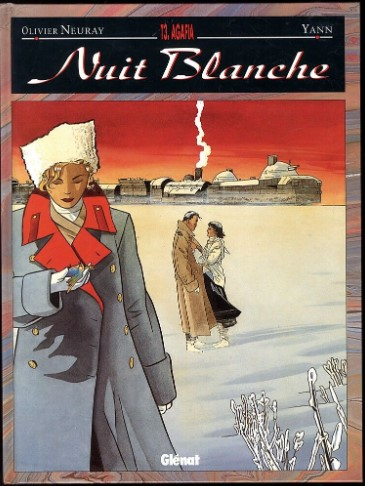
Agafia - Tome 3

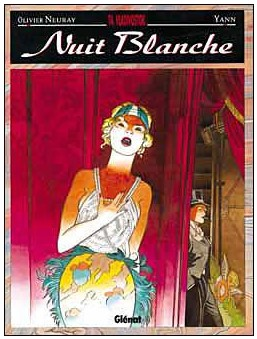
Vladivostok - Tome 4

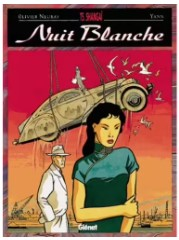
Shangaï - Tome 5